# Lenasi
Lenasi je priimek več znanih Slovencev:

## Znani nosilci priimka
- Helena Marija Lenasi (*1945), biokemičarka
- Helena Lenasi (*1971), biokemičarka ?
- Konrad Lenasi (1899 - 1978?), ekonomist, šolnik v Celju
- Konrad Lenasi (*1943), elektrotehnik, elektroenergetik, prof. FE